# Красильников, Леонид Иванович
Леони́д Ива́нович Краси́льников (1919—1983) — советский государственный и политический деятель, 1-й секретарь Псковского городского комитета КПСС (1961—1967).

## Биография
Родился в 1919 году в деревне Крутиха (ныне — Чудовского района Новгородской области).
С 1937 года — на общественной и политической работе.
Участник советско-финской (был ранен и контужен в феврале 1940) и Великой Отечественной войн; с 1941 года — командир разведывательной группы партизанского отряда. В 1941 году был ранен; в 1942 году вступил в ВКП(б). В 1944 году окончил Военно-морское политическое училище, по 1947 год служил политработником на боевых кораблях Балтийского флота.
В 1947—1950 годы — инструктор Псковского городского комитета КПСС, в 1950—1955 годы работал на промышленных предприятиях Ленинграда. В 1955 году окончил Северо-Западный заочный политехнический институт.
В 1955—1958 годы работал на Псковском инструментальном заводе: начальником цеха, главным технологом, секретарём партийного бюро, главным инженером.
С 1958 года — второй секретарь Псковского горкома КПСС, в 1959—1961 — председатель Псковского горисполкома, с 1961 — первый секретарь Псковского горкома КПСС.
С 1964 года — секретарь, в 1971—1976 — 2-й секретарь Псковского обкома КПСС.
Избирался депутатом (от Псковской области) Верховного Совета РСФСР 8-го (1971—1975) и 9-го (1975—1980) созывов.
Умер в 1983 году.

## Награды
- орден Отечественной войны 2-й степени (14.5.1945)[2],
- орден Красной Звезды (1946)[4],
- два ордена Трудового Красного Знамени,
- медали[3]:
  - За оборону Ленинграда[4].